# Agnès Gregori Prunera
Agnès Gregori Prunera (Lleida, segrià, 10 de juliol de 1910 - 7 de novembre de 2007) fou una atleta catalana.

## Biografia
Va ser una atleta pionera de l'esport lleidatà, que amb la seva germana Pepita i d'altres atletes van despertar l'esport femení a Lleida. El 27 de setembre de 1931 Agnès Gregori Prunera i el club Femení d'Esports de Lleida reberen de mans del President Macià la Copa que les acreditava com a segones de Catalunya per equips, i el 1935, ella es proclamava campiona de Catalunya absoluta en la prova d'atletisme femení dels 100 metres llisos.
Es va casar i va tenir cinc fills, i durant els anys de postguerra dedicà la seva activitat professional a fer de modista. Al seu taller de confecció hi arribaren a treballar 14 cosidores.

## Reconeixements
L’any 1992 se li va fer un homenatge, juntament amb altres atletes veteranes, en el decurs del qual se li lliurà la insígnia d’or de la Federació d’Atletisme.  
A Lleida el 23 d'octubre del 2010 es va inaugurar el Nou Pavelló Municipal de Bàsquet a Balàfia, que du el nom d'Agnès Gregori Prunera. Era el primer cop que una instal·lació esportiva lleidatana rebia un nom femení